# (500046) 2011 SN260
(500046) 2011 SN260 es un asteroide perteneciente al cinturón de asteroides, descubierto el 30 de septiembre de 2011 por el equipo del Spacewatch desde el Observatorio Nacional de Kitt Peak, Arizona, Estados Unidos.

## Designación y nombre
Designado provisionalmente como 2011 SN260.

## Características orbitales
2011 SN260 está situado a una distancia media del Sol de 2,133 ua, pudiendo alejarse hasta 2,475 ua y acercarse hasta 1,790 ua. Su excentricidad es 0,160 y la inclinación orbital 5,466 grados. Emplea 1137,86 días en completar una órbita alrededor del Sol.

## Características físicas
La magnitud absoluta de 2011 SN260 es 19.